# Iurga
Iurga (în rusă Юрга) este un oraș din regiunea Kemerovo, Federația Rusă, cu o populație de 83.836 locuitori (2008).
1. ↑  OKTMO 179/2016, accesat în 27 octombrie 2016